# Parthenope (geslacht)
Parthenope is een geslacht van krabben uit de familie van de Parthenopidae.

## Soorten
- Parthenope agona (Stimpson, 1871)
- Parthenope chondrodes Davie & Turner, 1994
- Parthenope expansa (Miers, 1879)
- Parthenope horrida (Linnaeus)
- Parthenope longimanus (Linnaeus, 1758)
- Parthenope miersii (A. Milne-Edwards & Bouvier, 1898)
- Parthenope quemvis
- Parthenope sinensis Shen, Dai & Chen, 1982